# Temporada 1999-2000 de los Atlanta Hawks
La temporada 1999-2000 fue la trigésimo segunda de los Atlanta Hawks en la NBA en su ubicación de Atlanta, la quincuagésimo primera en la liga y la quincuagésimo cuarta desde su fundación. La temporada regular acabó con 28 victorias y 54 derrotas, ocupando el decimocuarto puesto de la Conferencia Este, no logrando clasificarse para los playoffs.

## Elecciones en elDraft
| Ronda | Puesto | Jugador       | Posición  | Nacionalidad   | Universidad  |
| ----- | ------ | ------------- | --------- | -------------- | ------------ |
| 1     | 10     | Jason Terry   | Base      | Estados Unidos | Arizona      |
| 1     | 17     | Cal Bowdler   | Ala-Pívot | Estados Unidos | Old Dominion |
| 1     | 20     | Dion Glover   | Escolta   | Estados Unidos | Georgia Tech |
| 1     | 27     | Jumaine Jones | Alero     | Estados Unidos | Georgia      |

## Temporada regular
| División Central    | División Central | División Central | División Central | División Central | División Central | División Central | División Central | División Central |
| Equipo              | G                | P                | %                | PD               | Casa             | Fuera            | Div              |                  |
| ------------------- | ---------------- | ---------------- | ---------------- | ---------------- | ---------------- | ---------------- | ---------------- | ---------------- |
| y-Indiana Pacers    | 56               | 26               | .683             | –                | 36–5             | 20–21            | 20–8             |                  |
| x-Charlotte Hornets | 49               | 33               | .598             | 7                | 30–11            | 19–22            | 20–8             |                  |
| x-Toronto Raptors   | 45               | 37               | .549             | 11               | 26–15            | 19–22            | 16–12            |                  |
| x-Detroit Pistons   | 42               | 40               | .512             | 14               | 27–14            | 15–26            | 16–12            |                  |
| x-Milwaukee Bucks   | 42               | 40               | .512             | 14               | 23–18            | 19–22            | 16–12            |                  |
| Cleveland Cavaliers | 32               | 50               | .390             | 24               | 22–19            | 10–31            | 8–20             |                  |
| Atlanta Hawks       | 28               | 54               | .341             | 28               | 21–20            | 7–34             | 11–17            |                  |
| Chicago Bulls       | 17               | 65               | .207             | 39               | 12–29            | 5–36             | 5–23             |                  |

## Estadísticas

### Temporada regular
| Jugador         | PJ | PT | MPP  | %TC  | %3P  | %TL   | RPP  | APP | ROB | TPP | PPP  |
| --------------- | -- | -- | ---- | ---- | ---- | ----- | ---- | --- | --- | --- | ---- |
| Drew Barry      | 8  | 0  | 9.3  | .400 | .444 | 1.000 | .5   | 2.0 | .0  | .0  | 2.4  |
| Cal Bowdler     | 46 | 0  | 9.2  | .426 | .000 | .632  | 1.8  | .3  | .3  | .2  | 2.7  |
| Bimbo Coles     | 80 | 54 | 24.1 | .455 | .205 | .817  | 2.2  | 3.6 | .7  | .1  | 8.1  |
| Chris Crawford  | 55 | 11 | 12.1 | .397 | .259 | .778  | 1.8  | .6  | .3  | .3  | 4.6  |
| LaPhonso Ellis  | 58 | 8  | 22.6 | .450 | .143 | .695  | 5.0  | 1.0 | .6  | .4  | 8.4  |
| Dion Glover     | 30 | 1  | 14.9 | .386 | .267 | .729  | 1.3  | .9  | .5  | .1  | 6.5  |
| Alan Henderson  | 82 | 82 | 33.8 | .461 | .100 | .671  | 7.0  | .9  | 1.0 | .7  | 13.2 |
| Jim Jackson     | 79 | 76 | 35.0 | .411 | .386 | .877  | 5.0  | 2.9 | .7  | .1  | 16.7 |
| Anthony Johnson | 38 | 2  | 11.1 | .350 | .167 | .792  | 1.0  | 1.6 | .6  | .1  | 2.4  |
| Roshown McLeod  | 44 | 20 | 19.5 | .395 | .154 | .771  | 3.1  | 1.2 | .4  | .1  | 7.2  |
| Dikembe Mutombo | 82 | 82 | 36.4 | .562 | .    | .708  | 14.1 | 1.3 | .3  | 3.3 | 11.5 |
| Isaiah Rider    | 60 | 47 | 34.7 | .419 | .311 | .785  | 4.3  | 3.7 | .7  | .1  | 19.3 |
| Jason Terry     | 81 | 27 | 23.3 | .415 | .293 | .807  | 2.0  | 4.3 | 1.1 | .1  | 8.1  |
| Lorenzen Wright | 75 | 0  | 16.1 | .499 | .333 | .644  | 4.1  | .3  | .4  | .5  | 6.0  |

## Galardones y récords
| Jugador/Entrenador | Galardón                                |
| Jason Terry        | 2.º Mejor quinteto de rookies de la NBA |
| Dikembe Mutombo    | All-Star                                |